# 작은 아씨들 (2019년 영화)
《작은 아씨들》(영어: Little Women)은 2019년 개봉한 미국의 드라마 영화이다. 루이자 메이 올컷의 소설 《작은 아씨들》을 원작으로 그레타 거윅이 각본을 쓰고 연출하였다. 시얼샤 로넌, 엠마 왓슨, 플로렌스 퓨, 일라이자 스캔런, 티모시 샬라메, 로라 던, 밥 오덴커크, 크리스 쿠퍼와 메릴 스트립이 출연한다. 《작은 아씨들》 영화로는 1917년판과 1918년판, 1933년판(캐서린 헵번 주연), 1949년판(머빈 리로이 각색), 1994년판(위노나 라이더 주연), 2018년판 등에 이은 여덟 번째 영화화 작품이다. 소니 픽처스 배급으로 2019년 12월 25일에 개봉했다.

## 줄거리
틀:티모시샬라메의 헐리우드 진출을 담고있는 영화다
이걸 줄거리라고 쓴거임?...

## 배역
- 시얼샤 로넌 - 조세핀 "조" 마치 역
- 엠마 왓슨 - 마거릿 "메그" 마치 역
- 플로렌스 퓨 - 에이미 커티스 마치 역
- 일라이자 스캔런 - 엘리자베스 "베스" 마치 역
- 티모시 샬라메 - 떼오도르 "로리" 로렌스 역
- 메릴 스트립 - 마치 대고모 역
- 로라 던 - 마치 부인 역
- 제임스 노튼 - 존 브룩 역
- 루이 가렐 - 프리드리히 바하 역
- 밥 오덴커크 - 미스터 마치 역
- 크리스 쿠퍼 - 미스터 로렌스 역
- 애비 퀸 - 애니 역
- 트레이시 레츠 - 미스터 대쉬우드 역
- 제인 하우디쉘 - 한나 역
- 대쉬 바버 - 프레드 역
- 마리안 플런킷 - 커크 부인 역
- 아나 케인 - 올리비아 역
- 사샤 프롤로바 - 험멜 부인 역
- 루이스 D. 윌러 - 조시아 워크먼 역
- 젠 니콜라이센 - 이블린 메리웨더 역
- 로니 파머 - 콩코드 영업 직원 역
- 에드워드 플렉처 - 로렌스의 하인 역

## 제작
에이미 파스칼은 루이자 메이 올컷의 소설을 새롭게 개발하기 시작했으며, 당초 세라 폴리가 각본을 쓰기로 하면서 잠재적으로 직접적으로 쓰기도 했다. 2016년 8월 폴리가 처음 작성한 초안을 그레타 거윅이 다시 쓰는 것이 발표 되었다. 2018년 6월 거윅이 메릴 스트립, 엠마 스톤, 시얼샤 로넌, 티모시 샬라메, 플로렌스 퓨의 캐스트 소식과 함께 감독으로 발표되었다. 2018년 7월, 일라이자 스캔런이 캐스트에 합류하였다. 2018년 8월, 제임스 노튼, 로라 던이 캐스트에 합류하였다. 이때쯤, 엠마 왓슨은 《더 페이버릿》의 프로모션으로 스케줄 조정이 힘들어진 스톤을 대신해 합류하였다. 2018년 9월, 루이 가렐, 밥 오덴커크와 크리스 쿠퍼가 캐스트에 합류하였다. 2018년 10월에 리젠시 엔터프라이즈가 영화에 대한 추가 된 자본 제작사로 발표 되었고 애비 퀸이 캐스트에 합류했다.

### 촬영
본 촬영은 2018년 10월 5일, 매사추세츠주 보스턴에서 시작되었다.

## 개봉
소니 픽처스 배급으로 2019년 12월 25일에 개봉했다.

## 수상 목록
- 제32회 시카고 비평가 협회상 (2019년) 수상 각색상 (그레타 거윅), 여우조연상 (플로렌스 퓨), 음악상 (알렉상드르 데스플라), 의상상
- 제77회 골든 글로브시상식 (2020년) 여우주연상 - 드라마, 음악상
- 제92회 미국 아카데미 시상식 (2020년) 수상 의상상 (재클린 듀런)
- 제73회 영국 아카데미 시상식 (2020년) 수상 의상상 (재클린 듀런)
- 제54회 전미 비평가 협회상 (2020년) 수상 감독상 (그레타 거윅), 여우조연상 (로라 던)
- 제72회 미국 작가 조합상 (2020년) 각색상
- 제40회 런던 비평가 협회상 (2020년) 기술공헌상, 여우조연상, 영국여우주연상
- 제49회 로테르담 국제영화제 (2020년) 라임라이트
- 제25회 크리틱스 초이스 시상식 (2020년) 수상 각색상 (그레타 거윅)
- 제43회 예테보리국제영화제 (2020년) 갈라